# کرملو
کرملو (اهر)، روستایی از توابع بخش فندقلو شهرستان اهر در استان آذربایجان شرقی ایران است.این روستا ۹۶ نفر جمعیت دارد.

## جمعیت
این روستا در دهستان نقدوز قرار دارد و براساس سرشماری مرکز آمار ایران در سال ۱۳۸۵، جمعیت آن ۹۶ نفر (۲۲خانوار) بوده‌است.